# مان SL202
مان SL202 (بالإنجليزية: MAN SL202)‏ عبارة عن حافلة ذات طابق واحد تم تصنيعها بواسطة مان للشاحنات والحافلات في زالتسغيتر بألمانيا بين عامي 1983 و1993. كما أنها كانت متاحة كهيكل لهيكل خارجي.